# カレン・ホーバック
カレン・ジェームズ・ホーバック（Cullen James Hoback、July 15, 1981年7月15日 - ）は、アメリカ合衆国の映画制作者、映画プロデューサー、監督。 また、コラムニストでもある。 